# Asociación General de Trabajadores de Alemania

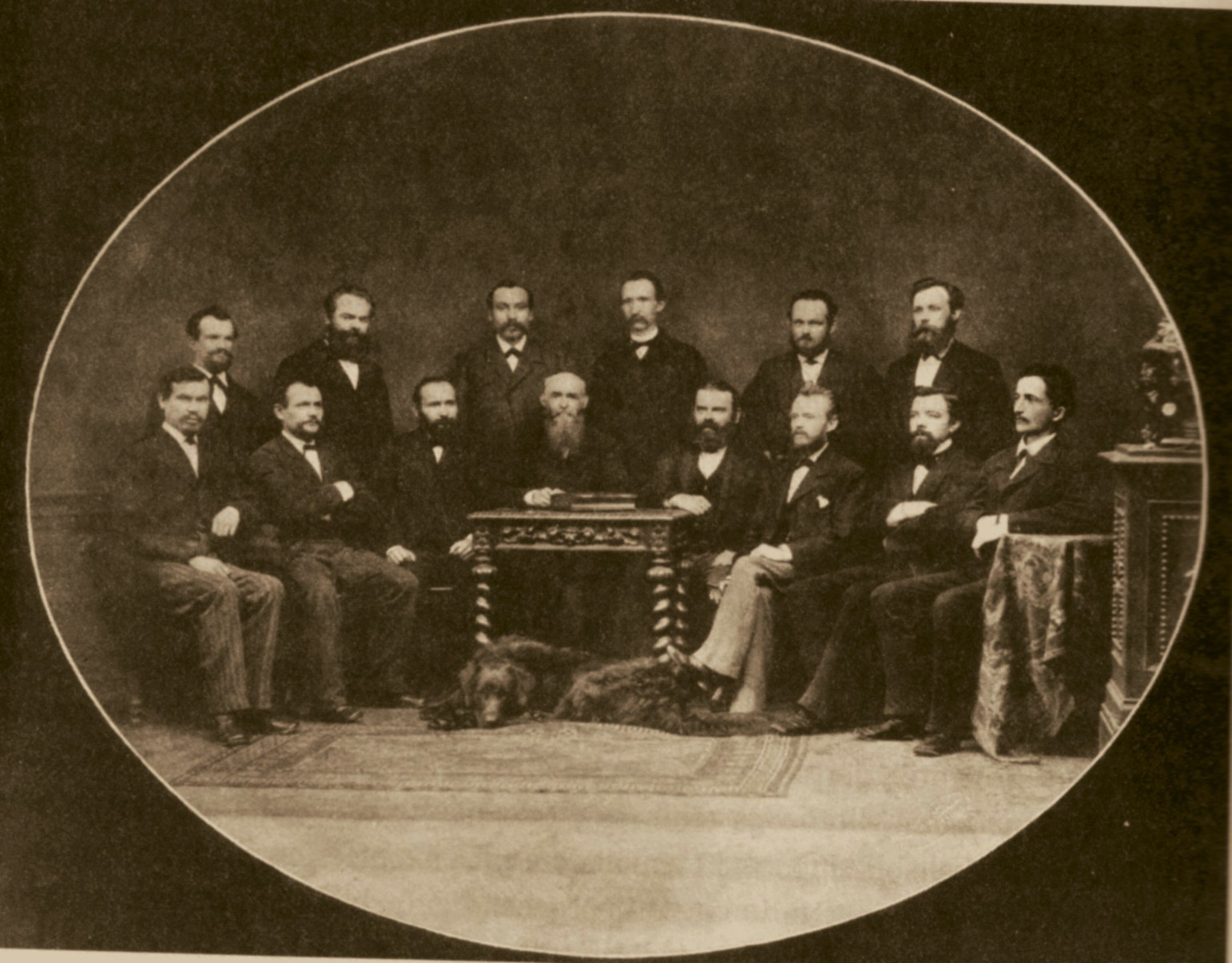
Foto de los delegados e invitados participantes en el congreso fundacional de la ADAV celebrado en Leipzig el 23 de mayo de 1863.

La Asociación General de Trabajadores de Alemania (alemán: Allgemeiner Deutscher Arbeiterverein, ADAV) fue un partido político alemán fundado el 23 de mayo de 1863 en Leipzig, Reino de Sajonia por Ferdinand Lassalle. La organización existió bajo este nombre hasta 1875, cuando se fusionó con el Partido Socialdemócrata Obrero de Alemania. La organización unificada fue rebautizada poco después como el Partido Socialdemócrata de Alemania (SPD), que se mantiene en existencia hoy y data su origen a la fundación de la ADAV.
La ADAV fue el primer partido socialdemócrata alemán, formado en Prusia antes de la creación del Imperio alemán. Sus miembros eran conocidos coloquialmente en toda Alemania como lassalleanos.

## Historia

### Fundación

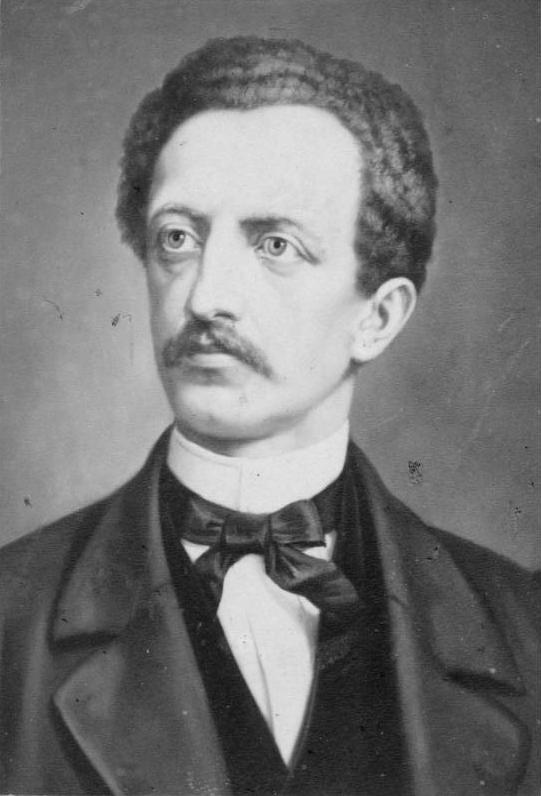
Ferdinand Lassalle, fundador de la ADAV.

La idea de formar una organización obrera independiente de los partidos burgueses democráticos surgió en el seno de varias Arbeitervereine, especialmente en aquellas en que algunos de sus miembros habían pertenecido a la Liga de los Comunistas —y además contaban con el antecedente de la Fraternidad Obrera Alemana de la revolución alemana de 1848-1849—. Tras un viaje a Londres algunos de ellos volvieron impresionados por el nivel organizativo alcanzado por las trade unions británicas y propusieron reunir en Berlín un congreso obrero para 1863. A finales de 1862 dos miembros del comité formado en Leipzig para la preparación del congreso le pidieron a Ferdinand Lassalle, uno de los intelectuales progresistas más influyentes del momento, que elaborase el programa del «partido de los trabajadores» que se iba a constituir.
En su Respuesta abierta Lassalle defendió la formación de un partido obrero completamente separado de la burguesía liberal y democrática por lo que el partido se dedicaría exclusivamente a lograr «la satisfacción de los intereses legítimos de los trabajadores» mediante la toma del Estado y el establecimiento de «la dictadura de la Inteligencia» que pusiera en marcha cooperativas de producción que competirían con las empresas capitalistas a las que acabarían desplazando, dando nacimiento a un orden justo. La propuesta de Lassalle se convirtió en el programa del nuevo partido que fue fundado el 23 de mayo en Leipzig con el nombre de Asociación General de Trabajadores de Alemania (Allgemeiner deutscher Arbeiterverein, ADAV), y cuya presidencia ocupó el propio Lassalle. Entre los asistentes al congreso y los miembros del comité de dirección había personas que habían participado en la fracasada Revolución alemana de 1848-1849 y que habían pertenecido a la Liga de los Comunistas, como Wilhelm Liebknecht de Berlín, Gustav Lewy de Düsseldorf, Hugo Hillmann de Elberfeld, Moses Hess de Colonia, Peter Nothjung de Breslau o Jakob Audorf de Hamburgo.

### Desarrollo
La ADAV trató de promover los intereses de la clase obrera y de trabajar por el establecimiento de socialismo a través de la utilización de la política electoral respaldada por el sufragio universal.
Lassalle ejerció la presidencia de la ADAV de forma autoritaria, lo que levantó ciertas críticas y provocó la dimisión de algún miembro de la dirección, e impuso su estrategia política que incluía el rechazo a la convocatoria de huelgas, pues en virtud de la «ley de bronce de los salarios» eran inútiles, y la negativa a aliarse con otras fuerzas políticas a las que llamaba «la masa uniformemente reaccionaria». Estas propuestas, que tuvieron una enorme difusión, convirtieron a Lassalle en el ídolo de la clase obrera alemana, incluso después de su muerte que se produjo en agosto de 1864 —once años después el marxista August Bebel todavía constataba «que los escritos de Lasalle, debido a su lenguaje popular, constituyen realmente la base de las concepciones socialistas de las masas»—.

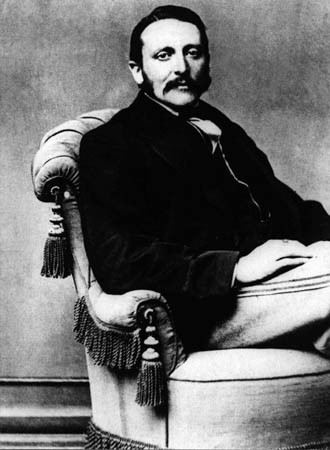
Johann Baptist von Schweitzer, presidente de la ADAV entre 1867 y 1871.

A la muerte de Lassalle en agosto de 1864 la ADAV contaba con 4 000 afiliados, en su mayoría de Renania y Hamburgo, y dos periódicos, el Volksfreund ('Amigo del Pueblo') de Frankfurt y el Nordstern ('Estrella Polar') de Hamburgo. Cuatro meses después, el 27 de diciembre, celebró su primer congreso en Düsseldorf. Karl Marx y sus seguidores esperaban que en esta reunión se discutiría la afiliación de la ADAV a la recién creada Primera Internacional, pero como no sucedió Marx decidió alejarse del grupo.
Tras superar una larga crisis interna motivada fundamentalmente por el apoyo que estaba dando la ADAV a la política de Otto von Bismarck para lograr la unificación de Alemania y que continuó cuando se formó la Confederación de Alemania del Norte, la dirección del partido la asumió en mayo de 1867 Johann Baptist von Schweitzer, quien había fundado el diario Der Sozial-Demokrat ('El Socialdemócrata'), cuyo primer número apareció en Berlín el 15 de diciembre de 1864, y en el que colaboró durante un tiempo Marx, a pesar de sus notables discrepancias con las ideas de Lassalle —Marx rechazaba las teorías lassalleanas de la «ley de bronce» de los salarios y la de «la masa uniformemente reaccionaria»—.
En las elecciones al Parlamento de Prusia de agosto de 1867 Schweitzer, junto con otro miembro de la ADAV, resultó elegido diputado. Allí apoyó la recién constituida Confederación de Alemania del Norte y alabó a Prusia —«núcleo de la potencia alemana, el Estado que había hecho respetar nuestra patria en el extranjero»—, lo que valió el ataque de los diputados de la rival Federación de Asociaciones Obreras Alemanas (VDAV), Wilhelm Liebknecht y August Bebel, que le llamaron «agente de Bismarck», a pesar de lo cual Schweitzer mantuvo sus convicciones proprusianas: «Si amenazasen serios peligros a la patria alemana, daría, en el Parlamento o en cualquier otra parte, todo mi apoyo al rey de Prusia, en quien hoy se expresa la potencia moral de Alemania».

### Fusión con el SDAP y legado

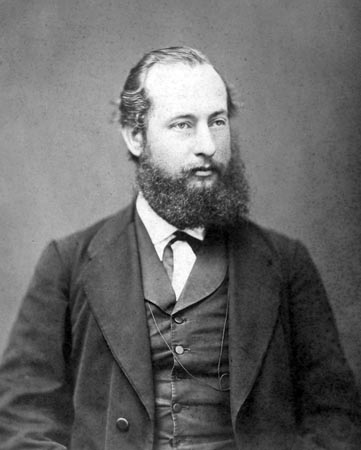
Wilhelm Hasenclever (1837–1889), último presidente de la ADAV

En agosto de 1868 se celebró un congreso de la ADAV en Hamburgo en el que se produjo el acercamiento del partido a la Primera Internacional, de la que Johann Philipp Becker había fundado varias secciones clandestinas en Alemania desde su fundación en Londres en 1864. De hecho Schweitzer desde las páginas de Der Sozial-Demokrat y en sus obras teatrales estaba contribuyendo a la difusión en los medios obreros del ideario internacionalista, muy influido por Marx.
En el Congreso de Elberfeld, celebrado en mayo del año siguiente, se hizo patente la existencia de un sector crítico que contestaba los métodos autoritarios de Schweitzer y la adulación que le rodeaba. Algunos de ellos encabezados por Whilhelm Bracke entraron en contacto con la rival VDAV en junio de 1869, fruto del cual fue la fundación en Eisenach dos meses después del nuevo Partido Socialdemócrata Obrero de Alemania (SDAP).
En 1871 Schweitzer abandonó la presidencia de la ADAV y se retiró de la política. Le sustituyó Hasenclever, iniciándose entonces el proceso que conduciría a la fusión de la ADAV con el SDAP que en el Congreso de Gotha daría nacimiento al Partido Socialista Obrero de Alemania (Sozialistische Arbeiterpartei Deutschlands), que en 1891 adoptaría el nombre de Partido Socialdemócrata Alemán (SPD).
El SPD actual sitúa sus orígenes en la fundación de la ADAV, habiendo celebrando el 150 aniversario de la misma en la primavera de 2013.